# Portal Tomb von Cunard

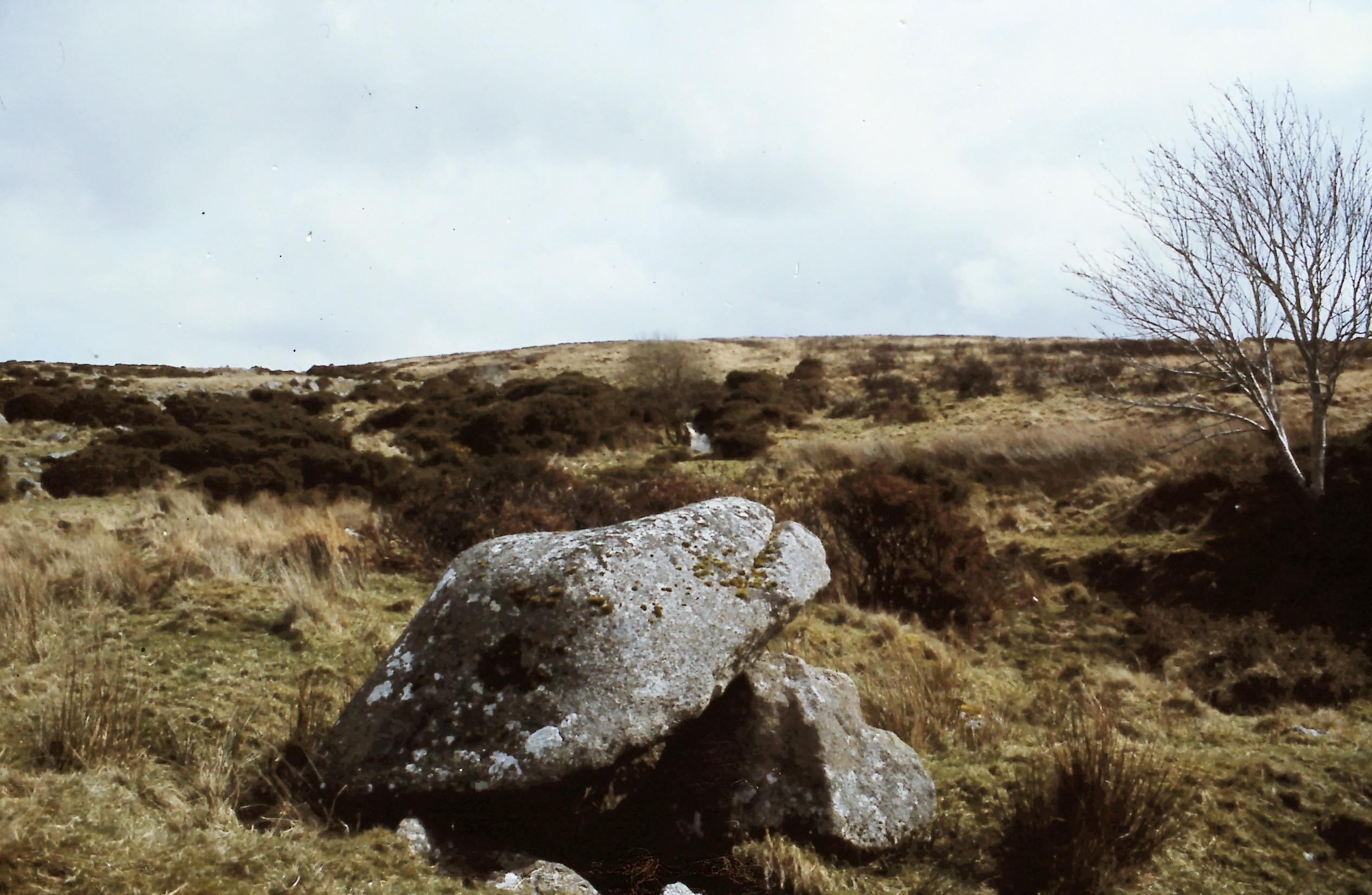
Portal Tomb von Cunard

Das Portal Tomb von Cunard (irisch Cionn Ard) im Südwesten von Dublin in Irland ist ein gut erhaltenes Portal Tomb. Es liegt neben einem Bach auf moorigem Gelände an einem Hang in den Dublin Mountains mit Blick auf den Fluss Dodder bei Tallaght im County Dublin. 
Als Portal Tombs werden in Irland und Großbritannien Megalithanlagen bezeichnet, bei denen zwei gleich hohe, aufrecht stehende Steine mit einem Türstein dazwischen, die Vorderseite einer Kammer bilden, die mit einem zum Teil gewaltigen Deckstein bedeckt ist. Portal Tombs stammen aus dem irischen Neolithikum (3000 bis 2000 v. Chr.) und kommen sowohl in Irland als auch in Cornwall und Wales vor.
Die ihrer beiden Portalsteine beraubte Megalithanlage ist nur etwa 1,7 m hoch. Der rautenförmige Deckstein ist etwa 2,2 m lang und liegt statt auf den Portalsteinen auf den Seitensteinen auf.